# Lanzerotto Malocello (cacciatorpediniere)
Il Lanzerotto Malocello è stato un esploratore e successivamente un cacciatorpediniere della Regia Marina.

## Storia

### Il nome
Il Malocello prese nome dal navigatore genovese Lanzerotto Malocello, nato a Varazze nel XIII secolo, scopritore delle isole Canarie. Da lui prese nome l'isola di Lanzarote.

### Gli anni trenta
Il Malocello, pur essendo stato impostato in cantiere per primo, fu la quinta unità della classe a entrare in servizio all'inizio del 1930 come esploratore leggero. Dopo pochi mesi di attività addestrativa rientrò in cantiere per essere sottoposto al primo ciclo di modifiche per il miglioramento della stabilità (alleggerimento e abbassamento delle sovrastrutture), nonché la sostituzione di timone (1932) e tubi lanciasiluri.
Rientrato in servizio il 18 ottobre 1930 e assegnato al II Gruppo Divisione Leggera, ricevette la bandiera di combattimento (fornita dal Comune di Varazze) a Genova l'8 dicembre 1931.

Il Malocello alla consegna con la struttura originale

Nel periodo intercorso tra queste due date, tra la fine del 1930 e l'inizio del 1931, operò con altre unità della classe a supporto della crociera aerea transatlantica Italia-Brasile di Italo Balbo.
Il 28 giugno 1935, durante un'esercitazione notturna (simulazione di un attacco), entrò in collisione con il gemello Zeno: entrambe le navi ebbero gravi danni e sul Malocello si ebbero cinque morti e sei feriti. L'unità dovette quindi trascorrere alcuni mesi in riparazione.
Tra il 1936 e il 1938 prese parte alla guerra civile spagnola. Declassato a cacciatorpediniere nel 1938 (adottando il distintivo ottico rosso MO) e aggregato al Gruppo cacciatorpediniere di riserva della IV Divisione navale, il 5 luglio 1939 lasciò La Spezia (sua base sino ad allora) e trascorse periodi di stanza a Tangeri e a Lero.
Rientrato in patria, restò in cantiere a Livorno dal 2 gennaio al 31 marzo 1940 e fu sottoposto ai grandi lavori di allargamento dello scafo e rifacimento della prora, nonché incremento dell'armamento.
Rientrato in servizio il 31 marzo 1940, fu assegnato alla XIV Squadriglia Cacciatorpediniere, dipendente dalla IV Divisione Incrociatori nell'ambito della II Squadra Navale.

### La seconda guerra mondiale

Il Malocello in navigazione a tutta forza negli anni '30

#### 1940
All'ingresso dell'Italia nel secondo conflitto mondiale faceva parte della XIV Squadriglia Cacciatorpediniere, insieme con i gemelli Vivaldi, da Noli e Pancaldo. Fu impiegato principalmente in missioni di posa mine e soprattutto di scorta convogli, durante le quali ebbe occasione di attaccare sommergibili, recuperare sopravvissuti di navi affondate e abbattere aerei nemici.
Tra il 30 luglio e il 1º agosto 1940 fornì scorta indiretta – insieme con i gemelli Pigafetta e Zeno, gli incrociatori Pola, Zara, Fiume, Gorizia, Trento, Da Barbiano, Alberto di Giussano, Eugenio di Savoia, Duca degli Abruzzi, Attendolo, Montecuccoli e le Squadriglie Cacciatorpediniere IX, XII, XIII e XV per un totale di 11 unità – a due convogli per la Libia, che videro in mare complessivamente 10 mercantili, 4 cacciatorpediniere e 12 torpediniere.
Il 7 ottobre fu inviato insieme con Vivaldi e Da Noli ad attaccare unità nemiche, ma non riuscì a trovarle.

#### 1941-42
Nella notte tra il 7 e l'8 gennaio 1941, insieme con i gemelli Vivaldi, Da Noli e Tarigo e le torpediniere Vega e Sagittario, effettuò la posa dei campi minati «X 2» e «X 3» (180 mine ciascuno) al largo di Capo Bon.
Il 22 gennaio rilevò, insieme con Vivaldi, Da Noli e Tarigo, i cacciatorpediniere Freccia e Saetta nella scorta, sulla rotta Napoli-Trapani, ai trasporti truppe Marco Polo, Conte Rosso, Esperia e Victoria: il convoglio giunse indenne a Tripoli il 24, nonostante un attacco portato dal sommergibile HMS Unique contro l’Esperia, che non fu nemmeno notato.
Il 5 marzo salpò da Napoli scortando, insieme con i cacciatorpediniere Lampo, Da Noli, Vivaldi e Folgore, i trasporti tedeschi Ankara, Reichenfels, Marburg e Kybfels; dopo una tappa a Palermo l'8, l'indomani il convoglio proseguì per la Libia.
Dal 2 al 4 aprile scortò – insieme con Vivaldi e Da Noli – da Tripoli a Napoli, nella navigazione di ritorno, il trasporto truppe Galilea (silurato e gravemente danneggiato alcuni giorni prima dal sommergibile Upright) e i mercantili Ankara, Reichenfels, Marburg e Kybfels.
Sempre in aprile prese parte alle operazioni di salvataggio dei sopravvissuti del convoglio «Tarigo», distrutto da una formazione di cacciatorpediniere britannici il 16 aprile.
Dal 4 al 5 maggio scortò da Napoli a Tripoli, insieme con i gemelli Vivaldi e Da Noli e la torpediniera Pegaso, un convoglio composto dai trasporti truppe Victoria e Calitea e dalle motonavi merci Andrea Gritti, Barbarigo, Sebastiano Venier, Marco Foscarini e Ankara.
Il 14 luglio scortò da Tripoli a Napoli, insieme con i cacciatorpediniere Fuciliere e Alpino e le torpediniere Orsa, Procione e Pegaso, i trasporti Rialto, Andrea Gritti, Sebastiano Venier, Barbarigo e Ankara: il sommergibile britannico P 33 silurò e affondò il Barbarigo in posizione 36°27' N e 11°54' E, venendo poi gravemente danneggiato dalla reazione della scorta, mentre il resto del convoglio giunse a Napoli il 16.
Il 13 agosto salpò da Napoli per scortare a Tripoli, insieme con i cacciatorpediniere Vivaldi, Folgore, Strale e Fulmine e la torpediniera Orsa, un convoglio composto dai trasporti Andrea Gritti, Rialto, Vettor Pisani, Francesco Barbaro e Sebastiano Venier; tale convoglio giunse indenne il 15 nonostante attacchi aerei (durante i quali esplose accidentalmente un cannone del Vivaldi) e subacquei.
Nella notte del 12-13 ottobre avrebbe dovuto effettuare a sua volta la posa di un campo minato, insieme con i cacciatorpediniere Vivaldi, Camicia Nera, Pigafetta, da Verrazzano e Aviere e gli incrociatori leggeri Eugenio di Savoia, Montecuccoli e Duca d’Aosta, ma l'operazione fu annullata in seguito all'uscita in mare della Mediterranean Fleet.
In novembre assunse il comando dell'unità il capitano di fregata Mario Leoni.
Il 20 novembre scortò da Taranto a Bengasi, insieme con il gemello Zeno e la torpediniera Partenope (aggiuntasi in seguito, proveniente da Bengasi) le motonavi Città di Palermo e Città di Tunisi.
Alle 15:00 del 13 dicembre salpò da Taranto insieme con i gemelli Vivaldi, Da Noli, da Recco e Zeno e si aggregò al gruppo scorta indiretta – corazzate Littorio e Vittorio Veneto, cacciatorpediniere Granatiere, Bersagliere, Fuciliere e Alpino, torpediniere Clio e Centauro – nell'ambito dell'operazione «M 41», che fu però funestata dagli attacchi dei sommergibili (che danneggiarono la Vittorio Veneto e affondarono due mercantili, il Filzi e il Del Greco).
Dal 16 al 18 dicembre, nell'ambito dell'operazione di traffico «M 42», scortò da Taranto a Tripoli, unitamente ai gemelli Vivaldi, Da Noli, Da Recco, Zeno e Pessagno, il convoglio «L», composto dalle moderne motonavi Napoli, Monginevro e Vettor Pisani (inizialmente le navi viaggiarono insieme con un altro convoglio, l'«N» – motonave Ankara, cacciatorpediniere Saetta, torpediniera Pegaso – separandosi poi al largo di Misurata).
Alle 16 del 3 gennaio 1942 partì da Napoli – unitamente alla corazzata Duilio, agli incrociatori leggeri Garibaldi, Montecuccoli e Attendolo e ai cacciatorpediniere Maestrale, Scirocco, Gioberti e Oriani – per fornire scorta indiretta nel corso dell'operazione «M. 43»: essa prevedeva l'invio di tre convogli (che videro in mare in tutto i mercantili Monginevro, Nino Bixio, Lerici, Gino Allegri, Monviso e Giulio Giordani e una scorta diretta fornita dai cacciatorpediniere Vivaldi, Da Recco, Usodimare, Bersagliere, Fuciliere, Freccia e dalle torpediniere Procione, Orsa, Castore, Aretusa e Antares) dai porti di Messina, Taranto e Brindisi, tutti diretti a Tripoli; dopo l'arrivo dei trasporti in porto (avvenuto il 5) il Malocello e le altre unità del gruppo tornarono alla base alle 4:20 del 6 febbraio.

#### 1943
Il 22 gennaio fece parte – insieme con i cacciatorpediniere Vivaldi, Camicia Nera, Da Noli, Geniere e Aviere e le torpediniere Orsa e Castore – della scorta diretta aell'operazione «T. 18» (un convoglio formato dal trasporto truppe Victoria – partito da Taranto – e dai cargo Ravello, Monviso, Monginevro e Vettor Pisani – salpati da Messina –, con a bordo in tutto 15.000 tonnellate di materiali, 97 carri armati, 271 automezzi e 1.467 uomini); il 23, durante la navigazione, la Victoria fu immobilizzata e poi affondata da due attacchi di aerosiluranti, mentre il resto del convoglio giunse a destinazione.
Il 21 febbraio prese parte all'operazione di traffico «K 7» scortando, insieme con i cacciatorpediniere Strale, Zeno, Vivaldi e Premuda e la torpediniera Pallade, un convoglio composto dai trasporti Monginevro, Ravello e Unione sulla rotta da Messina (da dove il convoglio partì alle 17:30 del 21) a Tripoli.
Alle 16:30 del 13 giugno salpò da Cagliari (al comando del capitano di fregata Mario Leoni) insieme con Vivaldi e Zeno per attaccare – insieme con la VII Divisione incrociatori (Montecuccoli ed Eugenio di Savoia) e alla X Squadriglia cacciatorpediniere (Premuda, Gioberti, Ascari, Oriani) – il convoglio britannico «Harpoon» nell'ambito della Battaglia di mezzo giugno. All'inizio del combattimento il Vivaldi e il Malocello (lo Zeno era rientrato per un guasto ai motori, così come del resto il Gioberti) si trovavano in coda alla formazione, e, dato che il Malocello aveva subito un guasto alle macchine che ne aveva ridotto la velocità a 28 nodi, alle 5:38 vennero incaricati di attaccare i mercantili del convoglio. Alle 5:44, mentre si avvicinavano al convoglio, Vivaldi e Malocello furono presi di mira dai cacciatorpediniere britannici Marne e Matchless da 18.000 metri di distanza: alle 5:58 le due navi italiane aprirono il fuoco contro altri cacciatorpediniere frattanto sopraggiunti, ritenendo di averne colpito uno (il Badsworth, ma in realtà non risultano danni a questa nave) e mancando di poco il polacco Kujawiak; alle 5:59, ritenendo ormai impossibile l'avvicinamento al convoglio, ben difeso e in allontanamento, il Malocello lanciò un siluro da 5.800 metri contro il Kujawiak (che lo evitò con la manovra cinque minuti dopo; anche il Vivaldi lanciò due siluri, infruttuosamente, contro i trasporti Troilus e Chant). Vivaldi e Malocello continuarono poi a far fuoco contro i mercantili e contro il Marne, quando questi emergevano dalle cortine fumogene frattanto stese dalle navi inglesi. Alle 6:07 il Vivaldi fu colpito dal Matchless, venendo in breve incendiato e immobilizzato; il Malocello gli fornì assistenza difendendolo dagli attacchi delle navi inglesi (cui frattanto si erano aggiunti altri cacciatorpediniere), che si erano avvicinate sino a 4.000-5.000 metri, e coprendolo con cortine fumogene (alle 6:20 le due unità rimasero momentaneamente scoperte dalla nebbia artificiale, tornandovi poi poco dopo). Il Malocello aprì poi il fuoco contro il cacciatorpediniere Bedouin; alle 6:36 l'incrociatore HMS Cairo e il cacciatorpediniere Ithuriel aprirono il fuoco contro le due navi italiane: il comandante del Vivaldi, capitano di vascello Ignazio Castrogiovanni, ordinò al comandante Leoni del Malocello di rompere il contatto e allontanarsi, ma questi decise invece di contrattaccare e lanciò (seppure infruttuosamente) due siluri da 7.000 metri contro il Cairo, sparando al contempo contro l’Ithuriel. Dopo un'ora e mezzo di scontro ravvicinato le navi inglesi ripiegarono. Il Malocello (cui erano frattanto giunti in aiuto) Oriani, Ascari e Premuda, sebbene troppo tardi per prendere parte allo scontro) assisté quindi il Vivaldi, che era riuscito a rimettere in moto, lungo la rotta di rientro: fornì alla nave danneggiata mezzi per domare gli incendi e ne prese a bordo i feriti e gli ustionati. Alle 9:25 l'unità prese a rimorchio il Vivaldi, ma verso le 9:30 le due navi furono infruttuosamente attaccate per errore da 9 aerosiluranti italiani Savoia Marchetti SM 84 e poi da bombardieri britannici: il Malocello, lasciati i cavi, manovrò evitando vari siluri lanciati a 2.000 metri di distanza (a prendere poi a rimorchio il Vivaldi fu il Premuda). La nave poté infine raggiungere Napoli. In tutto il combattimento il Malocello aveva sparato 329 proiettili da 120 mm. Per l'accanita difesa del Vivaldi la nave ricevette una Medaglia d'argento al valor militare.
Dall'agosto al dicembre 1942 rimase nell'Arsenale di La Spezia per grandi lavori durante i quali venne anche dotato del radar di fabbricazione tedesca «De.Te»; subì inoltre la sostituzione dei tubi lanciasiluri poppieri e delle mitragliere da 13,2 mm rispettivamente con 2 mitragliere da 37 mm e 7 da 20 mm. Rientrò in servizio nel gennaio del 1943, durante il periodo più difficile della guerra dei convogli, operando insieme con le altre unità superstiti sulla cosiddetta "rotta della morte", cioè il tragitto obbligato tra i campi minati che univa l'Italia alla Tunisia. Svolse quindi varie missioni di trasporto veloce di truppe da Trapani a Tunisi.
Nella sera del 23 marzo 1943, al comando del capitano di fregata Carlo Rossi (nato a Campo Ligure il 21 luglio 1901), partì da Pozzuoli insieme con i cacciatorpediniere Pancaldo e Camicia Nera per trasportare truppe tedesche a Tunisi; nella mattinata del 24 si aggiunse un quarto cacciatorpediniere, l’Ascari, che divenne capo formazione. Alle 7:28 del 24 marzo, mentre navigava a 27 nodi con rotta a zig zag poco distante da Capo Bon, il Malocello urtò una mina (posata alcuni giorni prima dal posamine britannico Abdiel) e s'immobilizzò con gravi danni, sbandando. Gran parte del personale di macchina fu ucciso dallo scoppio o dal vapore surriscaldato fuoriuscito dalle tubature rotte. Alcuni uomini caddero o si gettarono in acqua, il resto dell'equipaggio e delle truppe rimasero allineati sul ponte in attesa dei soccorsi. Mentre Pancaldo e Camicia Nera venivano fatti proseguire, l’Ascari si affiancò al Malocello per trasbordarne equipaggio e truppe, ma il sistema «TAG» rilevò un siluro obbligando l’Ascari ad accelerare e allontanarsi dal Malocello. Alle 8:35 fu dato ordine di abbandonare la nave e dieci minuti dopo, a un'ora e un quarto dall'urto contro la mina, alle 8:45, il Malocello si rovesciò, si spezzò in due e s'inabissò 28 miglia a nord di Capo Bon. Anche l’Ascari, mentre soccorreva i naufraghi della nave affondata, sparpagliati dal mare mosso in un raggio di oltre un chilometro (alcune scialuppe si capovolsero), urtò tre mine: la prima distrusse la prua, la seconda asportò la poppa e la terza ne provocò l'affondamento, alle 13:20.
Quattro ore dopo l'affondamento dell’Ascari (e quasi nove dopo quello del Malocello) alcuni MAS partiti da Biserta e Pantelleria recuperarono i sopravvissuti delle due navi: 96 ufficiali e marinai degli equipaggi (su 489) e un centinaio di militari tedeschi (su 650).
Del Malocello scomparvero in mare il comandante Rossi e 198 tra ufficiali, sottufficiali e marinai, tra cui il cannoniere molfettese Vitonofrio Lazzizzera (a fronte di solo 42 superstiti), oltre a qualche centinaio di militari tedeschi. Tra gli scomparsi il direttore di tiro, tenente di vascello Adolfo Gregoretti, che, prodigatosi per salvare il maggior numero di vite possibile, diede il proprio salvagente a un marinaio e affondò con la nave: alla sua memoria fu conferita la Medaglia d'oro al valor militare.
L'unità aveva effettuato 149 missioni di guerra (68 di scorta, 6 di ricerca del nemico, 6 di posa mine, 2 di caccia antisommergibile e le rimanenti di trasferimento, trasporto o altro tipo), percorrendo complessivamente 61.709 miglia.

### Comandanti
Capitano di fregata Roberto Servadio Cortesi (nato a Livorno il 3 febbraio 1899) (10 giugno 1940 - 21 dicembre 1940)
Capitano di fregata Nicolò Del Buono (nato a Caserta il 12 novembre 1899) (22 dicembre 1940 - 8 novembre 1941)
Capitano di fregata Mario Leoni (nato a Trieste il 18 febbraio 1901) (9 novembre 1941 - 4 agosto 1942)
Capitano di fregata Piero Francesco Tona (nato a Maserà di Padova il 18 dicembre 1903) (5 agosto 1942 - 22 ottobre 1942)
Capitano di fregata Carlo Rossi (nato a Campo Ligure il 21 luglio 1901) (+) (23 ottobre 1942 - 24 marzo 1943)